# Пас Кастильо-и-Рамирес, Сусанна
Сусанна Пас Кастильо-и-Рамирес или Канделария Святого Иосифа (исп. Candelaria de San José, 11 августа 1863, Альтаграсия де Оритуко, Гуарико — 31 января 1940, Кумана) — блаженная римско-католической церкви, монахиня, основательница монашеской конгрегации Сестёр Кармелиток Матери Канделарии (HCMC).

## Биография
Сусанна Пас Кастильо-и-Рамирес родилась 11 августа 1863 года в Альтаграсия де Оритуко (штат Гуарико, Венесуэла) в семье Франциска де Паула Пас Кастильо и Марии дель Росарио Рамирес. По линии отца она приходилась родственницей Симону Боливару — освободителю народов Южной Америки от колониального ига. Когда Сусанне было 7 лет у неё умер отец. В 24 года в Рождественский Сочельник она похоронила и мать, которая оставила на её попечение братьев и сестер, двоюродных братьев и сестер и нескольких крестников.
По благословению своего духовника приходского священника Сикста Сосы-Диаса Сусанна приняла послушание ухаживать за больными в госпитале Сан Антонио в Альтаграсия ди Орикуто, основанном в 1903 году двумя местными врачами. Вскоре к ней присоединились три помощницы, позднее — ещё две и так образовалась небольшая община из женщин, живших и работавших вместе. Они посвятили себя уходу за больными, в чём видели своё служение Богу. Духовником новой общины стал приходской священник.
13 сентября 1906 года по благословению местного епископа Сусанна приняла монашеское облачение и новое имя Канделарии Святого Иосифа, а 31 декабря 1910 года община была официально признана в статусе епархиального института под названием Конгрегации Малых Сестер Бедных в Альтаграсия ди Орикуто. Вместе со сподвижницами Сусанна принесла временные монашеские обеты. Её поставили в настоятельницы конгрегации. 31 декабря 1916 года в Сьюдад-Боливаре она принесла вечные монашеские обеты.
Молодая конгрегация столкнулась со многими трудностями в начале своего существования. Их духовник, став местным епископом, в июле 1922 года пригласил в епархию монахов-кармелитов. Познакомившись с их духовностью, 1 января 1925 года Канделария Святого Иосифа обратилась к генеральному приору ордена с просьбой принять её институт в семью кармелитов и уже 25 марта 1925 года её просьба была удовлетворена. Институт получил название Монахинь Третьего Регулярного Ордена Кармелитов в Венесуэле (ныне Конгрегация Сестер Кармелиток Матери Канделарии).
9 августа 1926 года Канделария Святого Иосифа была поставлена в генеральные настоятельницы и получила право принимать послушниц в новую конгрегацию. При её активном участии было построено несколько больниц и школа для девочек, оказывалась помощь малообеспеченным семьям и пострадавшим от землетрясения 1929 года в Венесуэле. Она несла послушание генеральной настоятельницы до 1937 года, после чего ей поручили служение наставницы новиций.
Последние годы жизни подвижница тяжело болела артритом. Канделария Святого Иосифа скончалась 31 января 1940 года в Кумана, Венесуэла.

## Прославление
27 апреля 2008 года в Каракасе в Венесуэле префект Конгрегации по канонизации святых кардинал Жозе Сарайва Мартинш по благословению папы Бенедикта XVI объявил о причислении Сусанны Пас Кастильо-и-Рамирес к лику блаженных.